# Pandora grandis
Pandora grandis är en musselart som beskrevs av Dall 1877. Pandora grandis ingår i släktet Pandora och familjen Pandoridae. Inga underarter finns listade i Catalogue of Life.